# Bezgarji
Bezgarji je naselje u slovenskoj Općini Osilnici. Bezgarji se nalazi u pokrajini Dolenjskoj i statističkoj regiji Jugoistočnoj Sloveniji. 

## Stanovništvo
Prema popisu stanovništva iz 2002. godine naselje je imalo 9 stanovnika.